# Wohn- und Geschäftshaus Alter Deichweg 21
Das Wohn- und Geschäftshaus Alter Deichweg 21 in der niedersächsischen Kreisstadt Cuxhaven im Landkreis Cuxhaven stammt vom Ende des 19. Jahrhunderts.
Aktuell (2024) wird das Gebäude für Wohnungen, Läden, gewerblich und ein Café genutzt.
Das Gebäude steht unter Denkmalschutz (siehe auch Liste der Baudenkmale in Cuxhaven).

## Geschichte und Beschreibung
Der parallel zum Deich führende Alte Deichweg ist vor 1797, nach einem Deichbruch des westlichen Obdeiches am Schleusenpriel, entstanden. Zuvor hieß die Straße Deichweg.
Das zweigeschossige traufständige historisierende verputzte Gebäude mit schiefergedecktem Mansarddach und mit rundbogigem Giebel im Dachhaus sowie zwei bauzeitlichen Gauben wurde um 1890 gebaut. Die symmetrische Straßenfassade wurde gestaltet und gegliedert durch die Ladenzone und dem mittigen Eingang im EG, und im Obergeschoss mit dem halbrunden Balkon mit Balustrade durch reichen Fassadenschmuck in Form von Lisenen, Dachgesims auf Konsolen, Gesimsband und Fensterrahmungen. An der Nordseite, etwas zurückversetzt, eine weitere Achse mit Tür zum Treppenhaus.
Das Landesdenkmalamt befand u. a.: „… dessen in Putz ausgeführte Schmuckformen dem französischen Rokoko entlehnt sind …“
Es besteht/bestand ein gewerblicher Verbund zum Wohn- und Geschäftshaus Alter Deichweg 14.